# Francesco Casalini
Francesco Casalini (Milano, 9 ottobre 2003) è un tuffatore italiano.

## Biografia
È cresciuto nel club Bergamo Nuoto. E' allenato da Michele Benedetti e Tommaso Marconi.
Agli europei di nuoto di Belgrado 2024 ha ottenuto la medaglia d'argento nel sincro 10 m, gareggiando al fianco di Julian Verzotto. Nella piattaforma 10 m si è classificato 10º.

## Palmarès
| Anno | Manifestazione | Sede     | Evento           | Risultato | Prestazione | Note |
| ---- | -------------- | -------- | ---------------- | --------- | ----------- | ---- |
| 2024 | Europei        | Belgrado | Piattaforma 10 m | 11º       | 327,40 p.   |      |
| 2024 | Europei        | Belgrado | Sincro 10 m      | Argento   | 356,88 p.   |      |